# Piggybacking
Piggybacking es una técnica de transmisión de datos bidireccional en la capa de enlace de datos (Modelo OSI). Con esta técnica, en vez de enviar ACK en un paquete individual, este es incluido dentro del próximo paquete a enviar.

## Principio de funcionamiento
La transferencia de datos piggybacking es un poco diferente a la ventana deslizante usada en modelo OSI. En el mismo paquete de datos se incluye un campo adicional para acuse de recibo (llamado ACK)

## Ventajas y desventajas
Ventajas: Mejora la eficiencia. Disminuye el flujo de paquetes.
Desventajas: El receptor puede atascar el servicio si no tiene nada que enviar. Esto se puede solucionar si el receptor añade una contador regresivo (timer) que se activa cuando se recibe un paquete. Si el timer finaliza sin que se hayan enviado datos, el receptor enviará un paquete ACK. Por otra parte el emisor también crea su propio timer, si el timer finaliza antes de recibir un paquete ACK, el emisor volverá a enviar el paquete.